# Geertjan Lubberhuizenprijs
De Geertjan Lubberhuizenprijs, later Marten Toonder/Geertjan Lubberhuizenprijs is een Nederlandse literaire prijs die vanaf 1984 werd uitgereikt voor het beste prozadebuut.
De prijs werd in 1983 als de Eenhoornprijs in het leven geroepen door Geertjan Lubberhuizen en Marten Toonder, die een bedrag beschikbaar stelde waarmee het jaarlijkse prijzengeld uitgekeerd kon worden. Nog voor de eerste uitreiking in 1985 werd de prijs in 1984 omgedoopt in Geertjan Lubberhuizenprijs, als eerbetoon aan Lubberhuizen, oprichter en voorzitter van de Marten Toonder Stichting (en tevens oprichter van De Bezige Bij), die een paar maanden daarvoor was overleden.
Na Toonders overlijden konden zijn erfgenamen niet tot overeenstemming komen over de hoogte van het prijzengeld met de Marten Toonder Stichting, die belast was met de toekenning van de prijs. Alternatieve procedures werden eveneens verworpen. De prijs dreigde daarom te worden beëindigd. In 2006 bleek een keten van samenwerkende boekhandels samen met een bank garant te willen staan voor een doorstart van de prijs. Sindsdien heet deze Selexyz Debuutprijs.

## Prijswinnaars
- 1984 - Hermine de Graaf voor Een kaart, niet het gebied
- 1985 - Vonne van der Meer voor Het limonadegevoel en andere verhalen
- 1986 - Rudi van Dantzig voor Voor een verloren soldaat
- 1987 - Benno Barnard voor Uitgesteld paradijs
- 1988 - Gijs IJlander voor De kapper
- 1989 - Atte Jongstra voor De psychologie van de zwavel
- 1990 - Marcel Möring voor Mendels erfenis
- 1991 - Philip Markus voor De weg naar oude God
- 1992 - Tomas Lieske voor Oorlogstuinen
- 1993 - Henk van Woerden voor Moenie kyk nie
- 1994 - Luuk Gruwez voor Het bal van opa Bing
- 1995 -
- 1996 - Michel Maas voor De vleugels van Lieu Hanh
- 1997 - Abdelkader Benali voor Bruiloft aan zee
- 1998 -
- 1999 -
- 2000 - Anja Sicking voor Het Keuriskwartet
- 2001 - Joyce Roodnat voor 't Is zo weer nacht
- 2002 - Carolina Trujillo voor De bastaard van Mal Abrigo
- 2003 - Arjan Visser voor De laatste dagen
- 2004 - Anton Valens voor Meester in de hygiëne